# Capriviërs
De mensen die wonen in de Caprivistrook worden tegenwoordig aangeduid als Capriviërs. Het is een verzamelnaam voor de verschillende volken die deze Namibische regio bewonen. De Capriviërs zijn verwant aan West-Zambiaanse bevolkingsgroepen en spreken vrijwel dezelfde taal, verwant aan het Lozi.
De Masubia en de Mafwe vormen de grootste bevolkingsgroepen in de regio Zambezi, zoals de regio Caprivi tot ongenoegen van veel Capriviërs sinds 2013 heet. Andere groepen zijn de Mayeyi, de Matotela, de Mashi en de Mbukushu. Er zijn opmerkelijke verschillen tussen de stammen onder de Capriviërs. Zo verloopt bij de Masubia de afstamming via de vader, terwijl deze bij de Mafwe via de moeder verloopt. De moeder is hier ook hoofd van het gezin.
Van alle regio's in Namibië is de Caprivistrook het zwaarst getroffen door de aids-epidemie.
De naam Capriviërs is nog niet zo lang in gebruik voor deze volken. De Caprivistrook is in 1890 vernoemd naar de Duitse rijkskanselier Leo von Caprivi.